# Rostsnårfågel
Rostsnårfågel (Atrichornis rufescens) är en fågel i familjen snårfåglar inom ordningen tättingar.

## Utbredning och systematik
Rostsnårfågel delas in i två underarter:
- Atrichornis rufescens rufescens – förekommer i östra Australien (sydöstligaste Queensland till Gibraltar Range, New South Wales)
- Atrichornis rufescens ferrieri – förekommer i östra New South Wales (Dorrigoplatån till Barrington Tops)

## Status
IUCN kategoriserar arten som starkt hotad.